# Pentecôtisme
Le pentecôtisme est un mouvement chrétien évangélique, issu de réveils, lancé par les pasteurs américains Charles Fox Parham et William Joseph Seymour aux États-Unis en 1901 et 1906. Les Églises appartenant au mouvement sont appelées Églises pentecôtistes. Selon les chiffres du Pew Research Center, en 2011, le mouvement recense 279 millions de croyants. Un certain nombre de confessions chrétiennes pentecôtistes dans le monde est regroupé dans la Communauté pentecôtiste mondiale.

## Histoire
Le pentecôtisme a ses origines dans le mouvement de sanctification (Holiness Movement, vers une perfection chrétienne), mouvement qui s'est développé dans la seconde moitié du XIXe siècle dans le terreau méthodiste sous l'impulsion de prédicateurs revivalistes itinérants et des camp meetings, vastes rassemblements en plein air où des foules réunies plusieurs jours durant écoutaient des prédications, chantaient et exprimaient toute leur ferveur religieuse. Dans la ligne de la théologie de John Wesley (1703-1791), ce mouvement insistait sur la conversion mais aussi sur la sanctification, c'est-à-dire sur la nécessité pour le croyant de mener une vie exemplaire réellement transformée par la foi. Cette sanctification est considérée comme une seconde bénédiction qui vient après la conversion.
Le pentecôtisme prend son essor à partir de plusieurs réveils qui ont eu lieu au début du XXe siècle. Le Grand Réveil de pentecôte commence avec le pasteur américain Charles Fox Parham, à Topeka (Kansas) en 1901. Après une première expérience de « parler en langue (glossolalie) au Bethel Bible College de Topeka, au Kansas, aux États-Unis, le 1er janvier 1901, il affirme selon les épîtres de l'apôtre Paul (par exemple dans le premier épître de Paul aux Corinthiens au chapitre 12 et aux versets 4 à 10) que la glossolalie était un vrai signe du baptême du Saint-Esprit, doctrine essentielle du pentecôtisme. Plusieurs camp de prière seront organisés sous sa direction. C’est ainsi que le Mouvement de la Foi apostolique se développe au Missouri, au Texas, en Californie et ailleurs. Il se poursuit lors du Réveil gallois de 1904-1905 avec Jessie Penn-Lewis et Evan Roberts. Puis en 1906, le Réveil d'Azusa Street prend place dans le centre-ville de Los Angeles sous la conduite du pasteur William Joseph Seymour,.
Le pentecôtisme est introduit en Europe par le pasteur norvégien méthodiste d'origine anglaise Thomas Ball Barratt (1862-1940) qui fait l'expérience du baptême du Saint-Esprit à New York en 1906, expérience doublée d'un épisode de glossolalie, puis il revient en Norvège où il fonde une communauté pentecôtiste qui aura une influence sur les pays voisins : Suède, et Angleterre notamment. Il voyagera dans différents pays pour l’évangélisation : Inde, Suède Finlande, Pologne, Estonie, Danemark et Islande.
En décembre 1906, Florence Louise Crawford, ancienne membre de l’église Azusa Street Mission à Los Angeles, lors du réveil d'Azusa Street, a fondé l’Apostolic Faith Church à Portland . D'autres confessions établies ont par la suite adopté les croyances pentecôtistes. En 1907, dans l’Église de Dieu en Christ . En 1908, dans l’Église de Dieu de Cleveland  et dans l’Église pentecôtiste internationale de sainteté (International Pentecostal Holiness Church) fait de même.

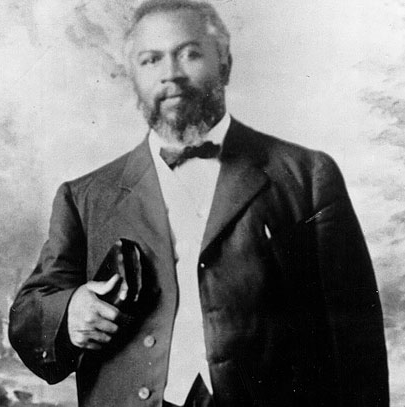
William Seymour, leader du renouveau pentecôtiste d'Azusa Street.

À partir de 1911, de nombreux ministres blancs affiliés à l’Église de Dieu en Christ ont manifesté leur insatisfaction de la direction afro-américaine. En 1913, 353 ministres blancs ont formé une nouvelle Église, qui donnait ses propres accréditations, bien qu’utilisant toujours le même nom (Église de Dieu en Christ). En avril 1914, des dirigeants pentecôtistes de différentes confessions, dont le pasteur E.N. Bell de la mission de la Foi Apostolique, ont appelé les assemblées de l’Église de Dieu en Christ ainsi que les assemblées de foi pentecôtistes et apostoliques à s'unir pour coopérer dans la mission. Environ 300 pasteurs et laïcs venant de 20 États et de pays étrangers se sont ainsi rencontrés lors d'une Assemblée Générale à Hot Springs (Arkansas), aux États-Unis,,. La communauté restante qui a émergé de la réunion a constitué la Conférence générale des Assemblées de Dieu aux États-Unis (General Council of the Assemblies of God in the United States of America).
En 1915, l'évangéliste gallois George Jeffreys a établi la confession chrétienne «Elim Pentecostal Church» à Monaghan, en Irlande .
En 1916, la Déclaration de vérités fondamentales des Assemblées de Dieu est officiellement publiée et adoptée par les Assemblées de Dieu des États-Unis. Elle reprend la doctrine de l’Église de professants et du baptême du croyant,,.

### Développement
L'Union des Églises Évangéliques du Réveil de Suisse a été établie après la fondation d'une première église à Genève en 1935 par le pasteur Adolphe Hunziker .
La Communauté pentecôtiste mondiale a été fondée en 1947 à Zurich, en Suisse lors d’une conférence de pasteurs pentecôtistes, organisée par les pasteurs suisse Leonard Steiner et sud-africain David du Plessis,.
En 1948, la Pentecostal Fellowship of North America, une alliance entre l'Église Foursquare, les Assemblées de Dieu, l'Église de Dieu (Cleveland), les Open Bible Standard Churches, l'International Pentecostal Holiness Church, et d'autres, est fondée à Des Moines (Iowa). 

#### En France
Les Églises pentecôtistes se sont développées en France avec les prédications de l’évangéliste pentecôtiste anglais Douglas Scott et du pasteur danois Owe Falg qui ont commencé en 1930. Les Assemblées de Dieu de France sont ainsi fondée en 1932. En 1947, elle en compte 60. L’Institut de théologie biblique à Léognan a été fondé en 1968. En 2004, elle comptait 40 000 membres et 395 églises.

### L'expansion contemporaine
Les missions américaines et européennes pentecôtistes sont nombreuses, mais le pentecôtisme va surtout se développer de façon autonome dans diverses régions du monde, notamment en Afrique, en Amérique du Sud et en Asie.

## Croyances

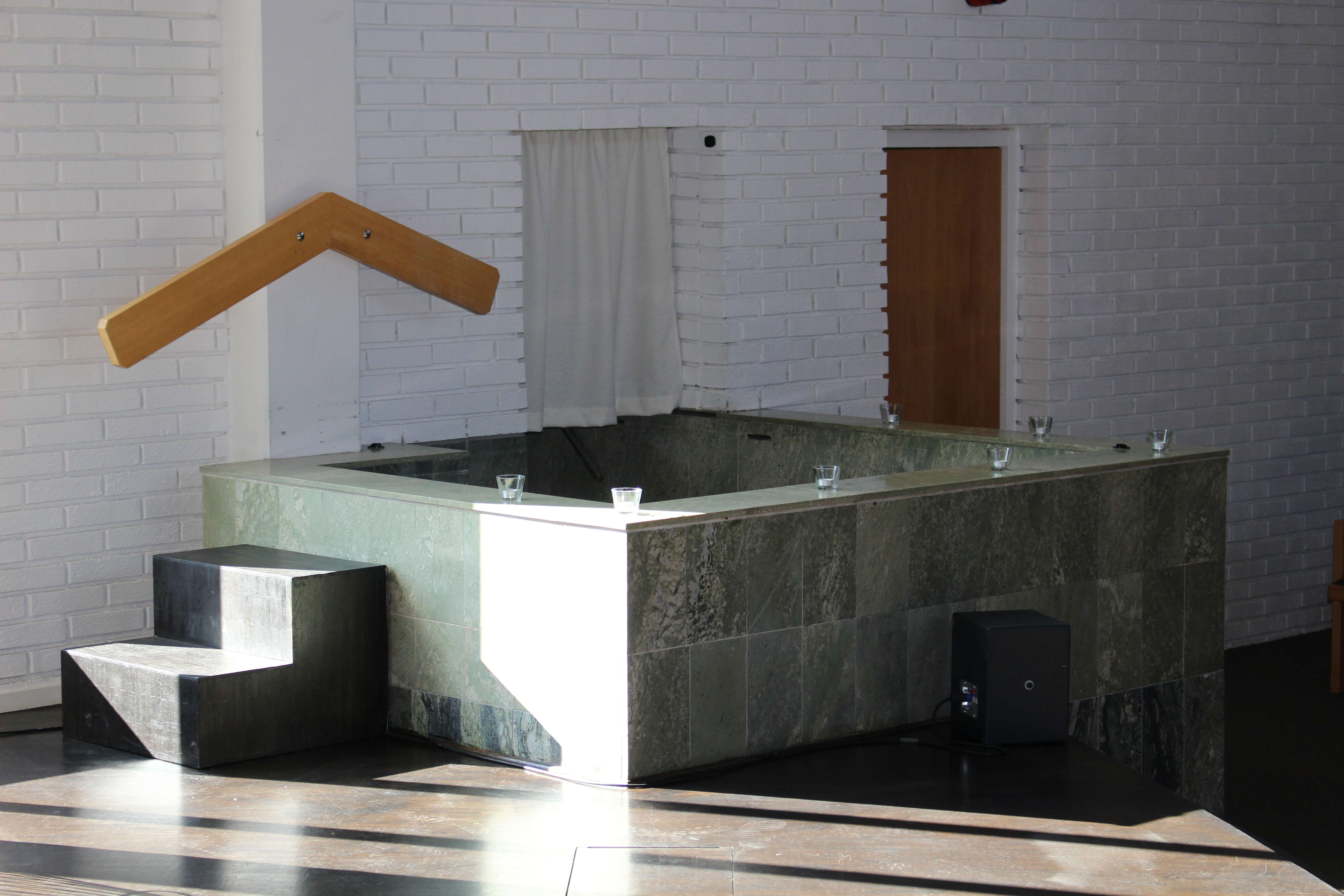
Baptistère dans l’église pentecôtiste de Västerås, en Suède, 2018.

La théologie pentecôtiste reprend la théologie évangélique et ainsi la doctrine de l’Église de professants ,.

### L'accent sur le Saint-Esprit
Une des caractéristiques distinctives du pentecôtisme est l'importance donnée au Saint-Esprit. Selon les pentecôtistes, le Saint-Esprit vient habiter en tous ceux qui sont véritablement sauvés et travaille à travers eux de manière visible,. Ce baptême vient souvent après celui de l'eau mais peut parfois arriver en même temps que celui-ci, voire le précéder. Les pentecôtistes croient que le baptême du Saint-Esprit est toujours accompagné au départ par la manifestation extérieure du parler en langues,,. Les pentecôtistes insistent également sur les divers dons du Saint-Esprit (prophétie, guérison, parler en langues), considérés comme manifestation spirituelle et continue de Dieu dans l’histoire humaine et dans les histoires des vies humaines, et grâces surnaturelles nécessaires à chaque chrétien afin qu'il œuvre à la mission de l'Église.

### Salut
À l'origine, conformément à la théologie du Mouvement de sanctification, les pentecôtistes distinguaient trois étapes dans la voie du salut : la conversion également appelée régénération, la sanctification considérée comme une seconde bénédiction et le baptême du Saint-Esprit attesté par le parler en langues, considéré comme une troisième bénédiction,. Mais au fil des années, la plupart ont accepté deux étapes : la conversion-sanctification d'une part et le baptême du Saint-Esprit d'autre part,,.

## Sexualité
La majorité des associations pentecôtistes du monde croient uniquement à la sexualité dans le mariage entre un homme et une femme .
Certaines associations pentecôtistes soutiennent le mariage des personnes de même sexe. C'est le cas de The Covenant Network.

## Ministères
Les ministères pentecôtistes sont principalement ceux de pasteur, diacre, chantre et évangéliste. D’autres ministères peuvent également être présents, tel que celui d’ancien avec des fonctions similaires à celles du pasteur. Le ministère d’évêque avec des fonctions de surveillance sur un groupe de pasteurs est présent dans certaines confessions chrétiennes pentecôtistes. Dans certaines églises du mouvement de la nouvelle réforme apostolique, il y a la présence de cinq ministères; ceux d'apôtre, prophète, évangéliste, pasteur, enseignant.

### Ministères féminins
Certaines confessions chrétiennes pentecôtistes autorisent officiellement le ministère des femmes dans les églises, dans les Assemblées de Dieu des États-Unis, depuis 1927, et, en 1975, dans l’Église Foursquare.

## Gouvernance
La gouvernance dans les églises pentecôtistes est majoritairement congrégationaliste. Elle est de type épiscopalien dans certaines confessions chrétiennes pentecôtistes. Dans un certain nombre de communautés, l'église est dirigée par un conseil d’anciens. De nombreuses églises sont également affiliées à des confessions chrétiennes pentecôtistes et sont ainsi redevables à l’organisation pour certains règlements, malgré l’autonomie de l’église.

## Culte

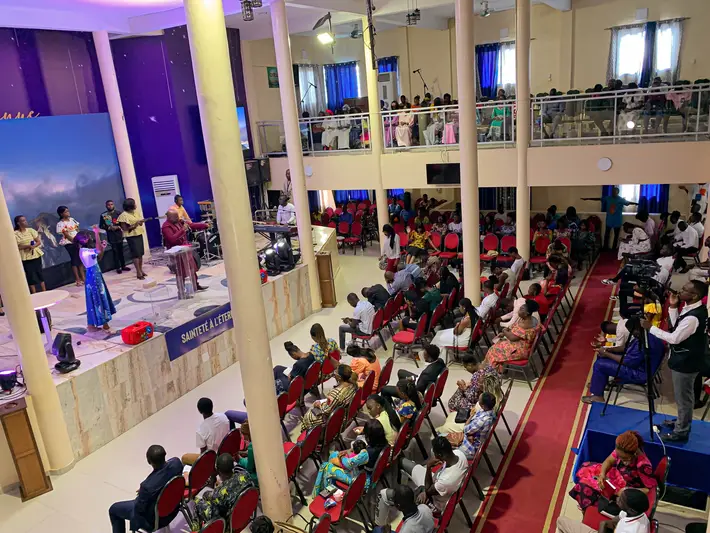
Service à l'Église AD Béthel de Dakar, au Sénégal, affiliée aux Assemblées de Dieu, en 2023.

Le service pentecôtiste est de type évangélique et comprend ainsi la louange, l’adoration, des prières à Dieu, et un sermon fondé sur la Bible, et périodiquement la Sainte-Cène. Dans beaucoup d'églises, il y a des classes adaptées pour les enfants, voire pour les adolescents. Des réunions de prière ont également lieu en semaine.

### Lieux de culte

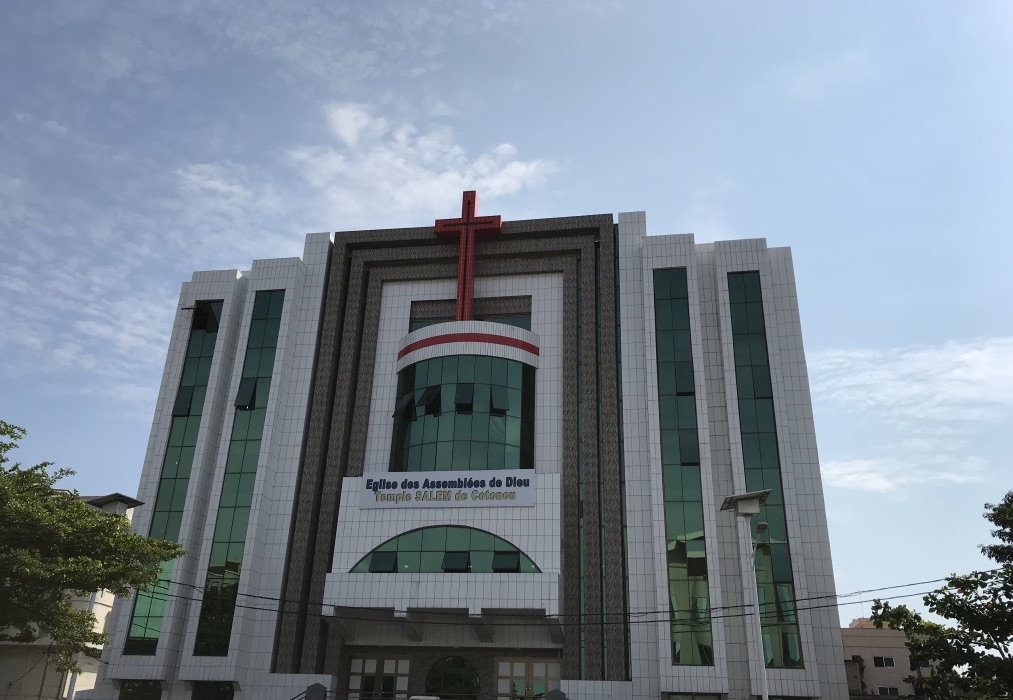
Temple Salem de Cotonou, au Bénin, affilié aux Assemblées de Dieu, en 2018.

Les lieux de cultes sont généralement appelés "temples" ou simplement "bâtiment (d'église)",,,. Dans certaines megachurches, on parle de "campus",.

## Ordonnances
Les deux ordonnances (sacrements) sont le baptême du croyant (par immersion dans l'eau) et la Sainte-Cène. Certaines confessions chrétiennes pentecôtistes pratiquent aussi le lavement des pieds comme troisième ordonnance.

## Statistiques

### Dans le monde

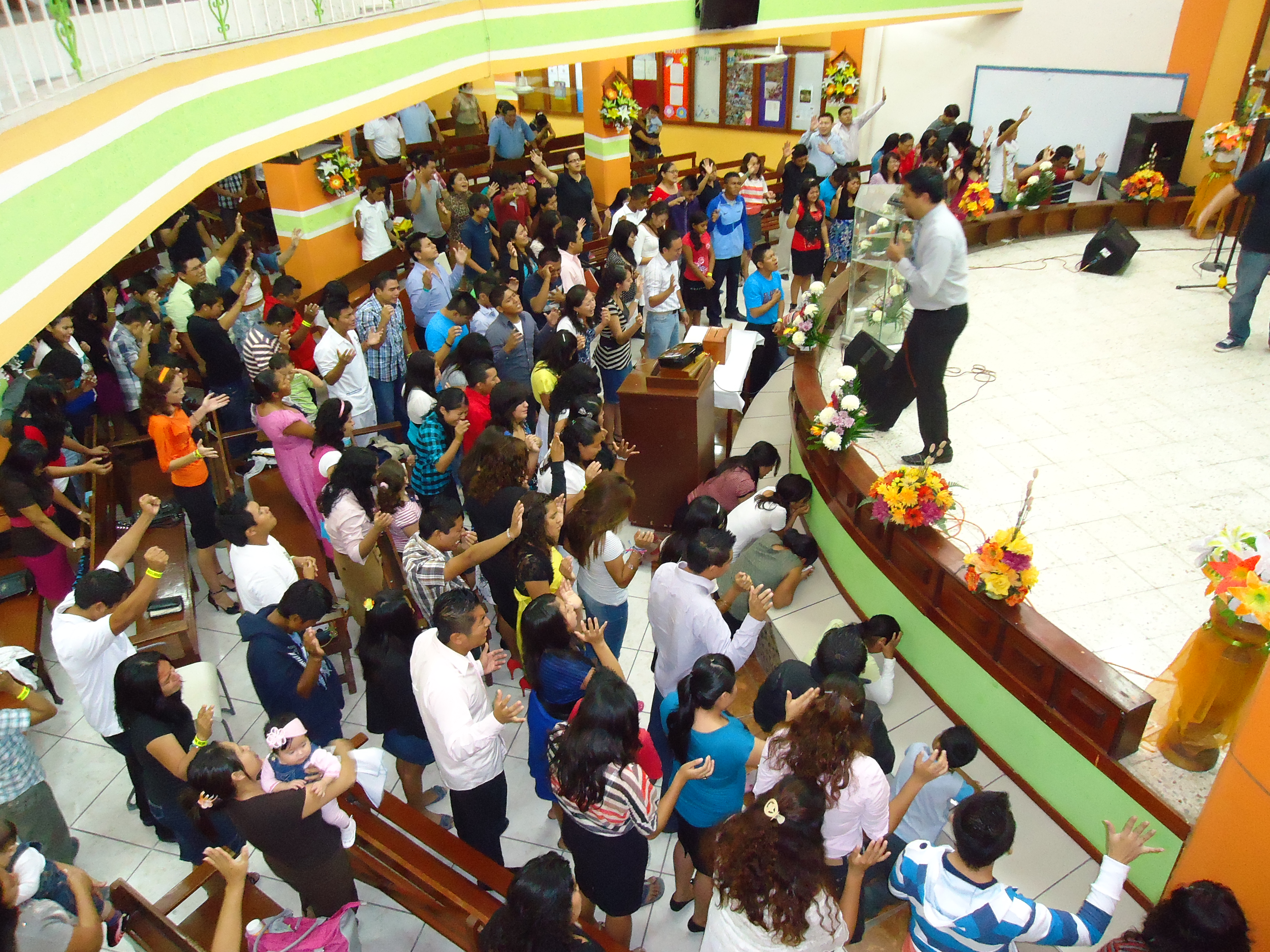
Service au Centro de Fe Emanuel, affilié aux Assemblées de Dieu, à Cancún, au Mexique.

Selon le Pew Research Center, le pentecôtisme compterait 279 millions de personnes en 2011,. 
Les Assemblées de Dieu, la plus grande confession chrétienne pentecôtiste dans le monde, aurait 367 398 églises et 53 700 000 membres en 2022 .
Les autres principales confessions pentecôtistes internationales sont l’Église apostolique avec 15 000 000 membres, l’Église de Dieu (Cleveland) avec 36 000 églises et 7 000 000 membres, l'Église Foursquare avec 67 500 églises et 8 800 000 de membres.
Parmi les recensements effectués par les confessions chrétiennes pentecôtistes publiés en 2020, celles qui revendiquaient le plus de membres étaient sur chaque continent :
En Afrique, la Redeemed Christian Church of God, avec 14 000 églises et 5 millions de membres .
En Amérique du Nord, les Assemblées de Dieu USA avec 12 986 églises et 1 810 093 membres.
En Amérique du Sud, la Convention générale des Assemblées de Dieu au Brésil avec 12 000 000 de membres.
En Asie, l’Église indonésienne Bethel avec 5 000 églises et 3 000 000 de membres.
En Europe, les Assemblées de Dieu de France avec 530 églises et 40 000 membres .
En Océanie, les Australian Christian Churches (Assemblées de Dieu) avec 1 000 églises et 375 000 membres.

## Controverses
Divers groupes chrétiens ont reproché au mouvement pentecôtiste et charismatique, la trop grande attention aux manifestations mystiques, comme la glossolalie qui serait le signe obligatoire d’un baptême du Saint-Esprit pour un croyant, les chutes au sol, les gémissements et cris, lors des services, ainsi que son anti-intellectualisme.
La théologie de la prospérité, qui s’est répandue dans les années 1970 et 1980 aux États-Unis, principalement par des télévangélistes pentecôtistes et charismatiques, est une doctrine particulièrement controversée dans les églises évangéliques,. Elle est centrée sur l’enseignement de la foi chrétienne comme un moyen de s’enrichir financièrement et matériellement, par une « confession positive » et une contribution aux ministères chrétiens. Certains pasteurs menacent de malédictions, d’attaques du diable et de pauvreté ceux qui ne donnent pas la dîme,. Les offrandes et la dîme occupent ainsi beaucoup de temps dans certains cultes. Les collectes d’offrandes sont multiples ou séparées dans divers paniers ou enveloppes afin de stimuler les contributions des fidèles ,. Souvent associée avec la dîme obligatoire, cette doctrine a été comparée à un business religieux,,. Les pasteurs qui adhérent à la théologie de la prospérité ont été critiqués par des journalistes pour leur style de vie bling-bling (vêtements luxueux, grandes maisons, voitures haut de gamme, avion privé, etc.),,. En 2012, le Conseil national des évangéliques de France a publié un document dénonçant cette doctrine, en mentionnant que la prospérité était bien possible pour un croyant, mais que cette théologie poussée à l'extrême amène au matérialisme et à l’idolâtrie, ce qui n'est pas le but de l’Évangile,.
Des dérives ont accompagné l’enseignement de la guérison par la foi. Dans certaines églises pentecôtistes, des tarifications de prière contre des promesses de guérison ont été constatées. Certains pasteurs et des évangélistes ont été accusés d’avoir mise en scène de fausses guérisons,. Certaines églises, aux États-Unis ou au Nigeria, ont déconseillé à leurs membres la vaccination ou la médecine, en déclarant que cela était pour les faibles dans la foi et qu’avec une confession positive, ils seraient immunisés ,. Des églises pentecôtistes qui interdisent le recours à la médecine ont causé des décès qui auraient pu être évités, entrainant parfois la condamnation de parents à des peines de prison pour la mort de leurs enfants ,. Cette position n’est pas représentative de toutes les églises évangéliques, comme l’indique le document La Guérison miraculeuse publié en 2015 par le Conseil national des évangéliques de France, qui mentionne que la médecine est l’un des dons de Dieu faits aux humains,. Des églises et certaines organisations humanitaires chrétiennes évangéliques sont également impliquées dans des programmes médicaux de santé,,.
Selon le rapport 2016-2017 de la Miviludes, en France, le deuxième mouvement religieux qui comptait le plus de signalements pour de présumées dérives sectaires était le christianisme évangélique, et majoritairement dans le courant pentecôtiste pour des églises non membres du Conseil national des évangéliques de France,.